# Subgulina kerzhneri
Subgulina kerzhneri is een insect uit de familie van de mierenleeuwen (Myrmeleontidae), die tot de orde netvleugeligen (Neuroptera) behoort. 
Subgulina kerzhneri is voor het eerst wetenschappelijk beschreven door Krivokhatsky in 1996.